# Rapla (hạt)
Hạt Rapla (tiếng Estonia: Rapla maakond), hoặc Raplamaa, là một trong 15 hạt tại Estonia. Nó nằm ở phía tây quốc gia và tiếp giác các hạt Järva, Pärnu, Lääne và Harju. Tháng 1 năm 2009 hạt Rapla có dân số 36.678 người – chiếm 2,7% tổng dân sô Estonia.

## Lịch sử
Bằng chứng ghi chép lịch sử về hạt Rapla đầu tiên là cuộc điều tra dân số Đan Mạch năm 1241.

## Khu tự quản

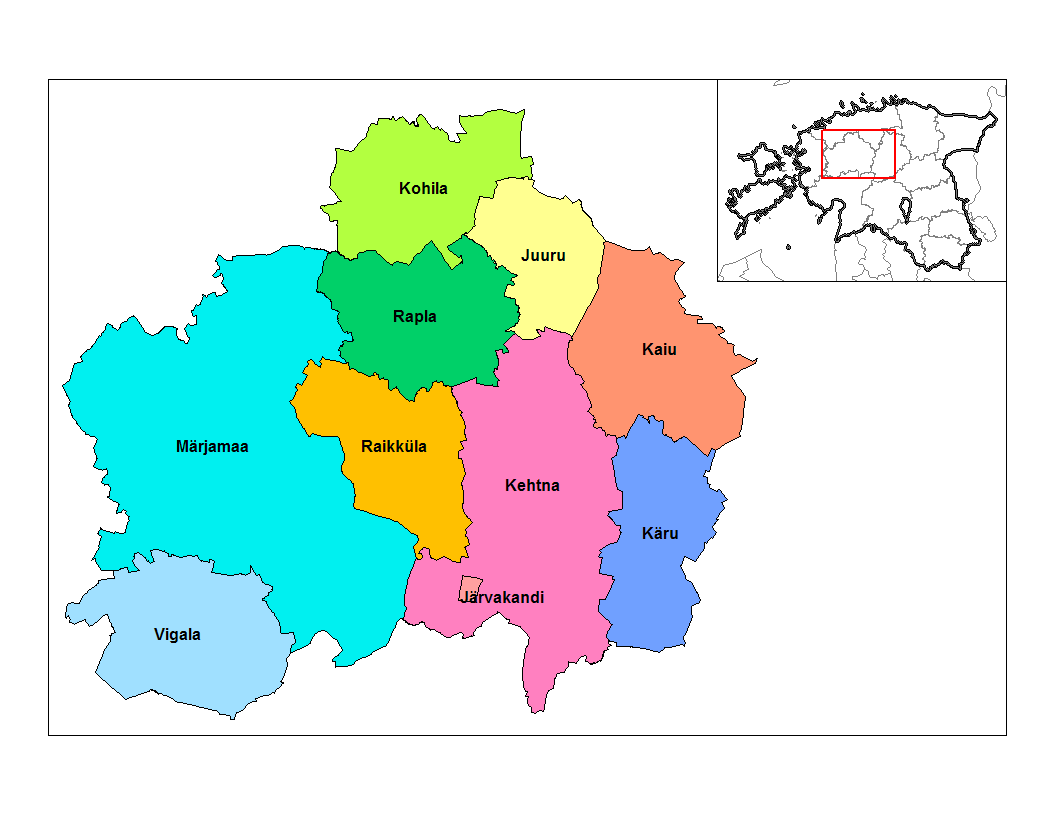
Các khu tự quản của hạt Rapla

Hạt được chia thành 10 khu tự quản nông thôn:
- Juuru Parish
- Järvakandi
- Kaiu Parish
- Kehtna Parish
- Kohila Parish
- Käru Parish
- Märjamaa Parish
- Raikküla Parish
- Rapla Parish
- Vigala Parish

## Địa lý
Các nguồn tài nguyên thiên nhiên ở hạt Rapla bao gồm đá vôi, dolomit, than bùn và đất sét.

## Hình ảnh

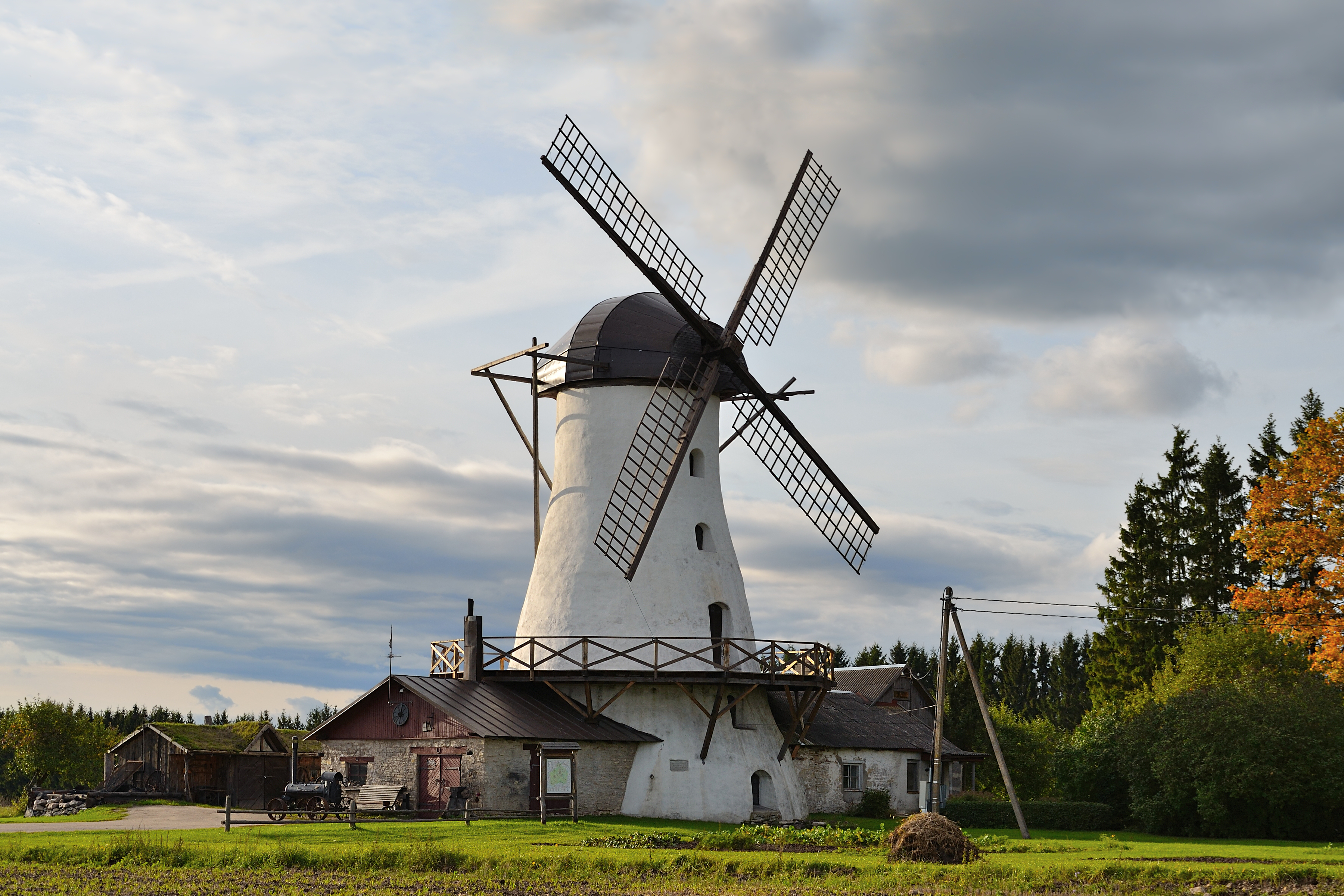
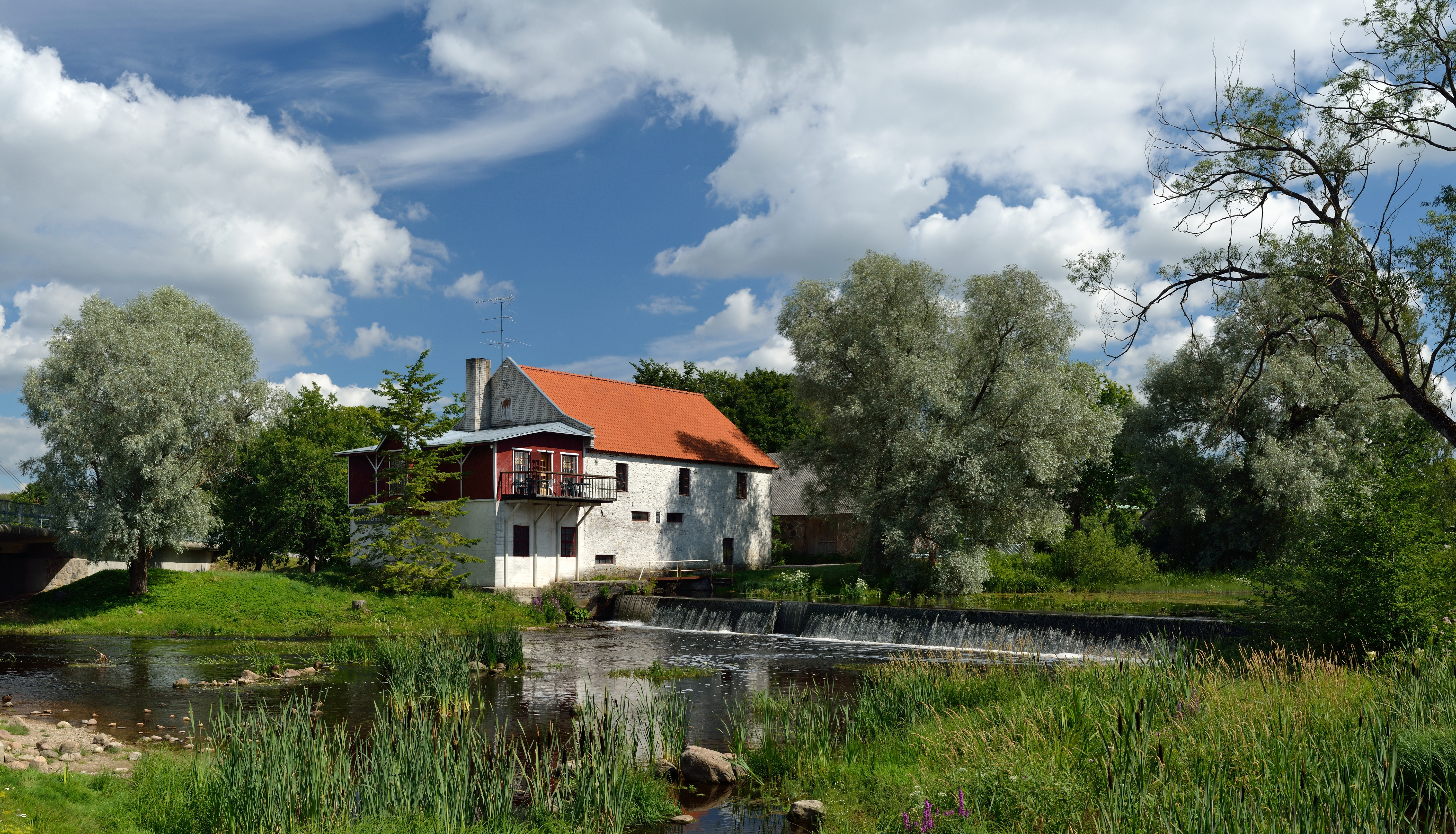
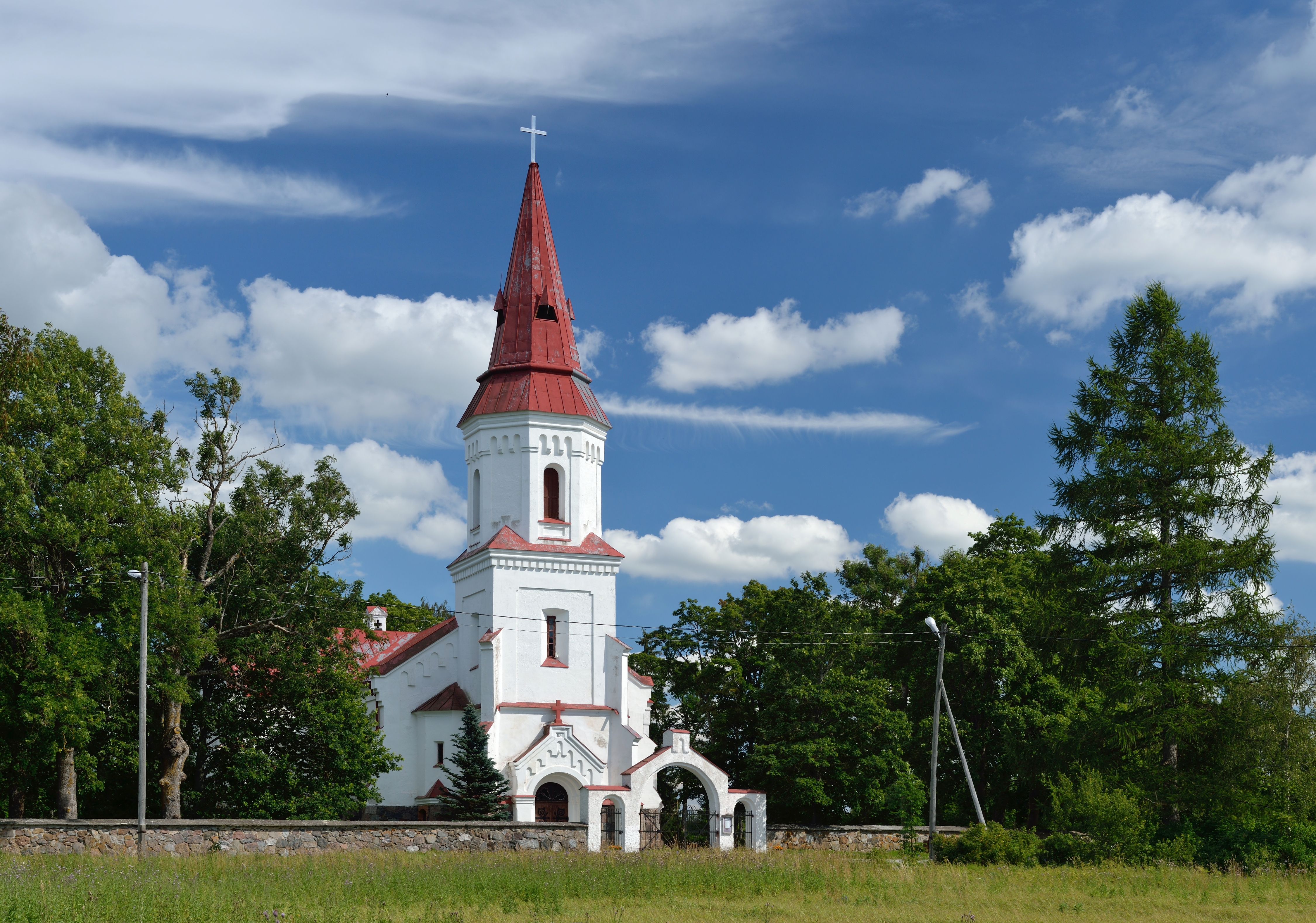
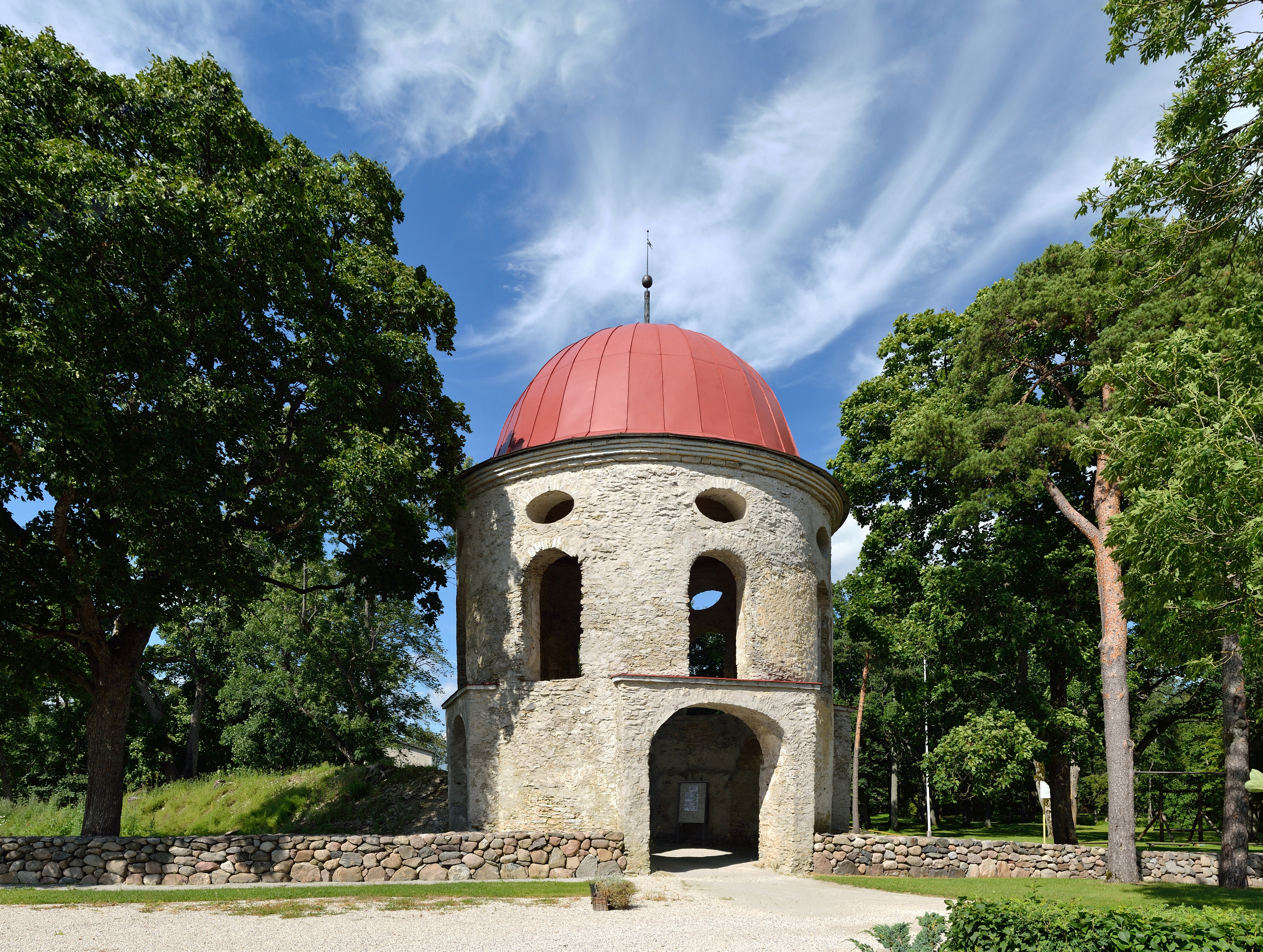
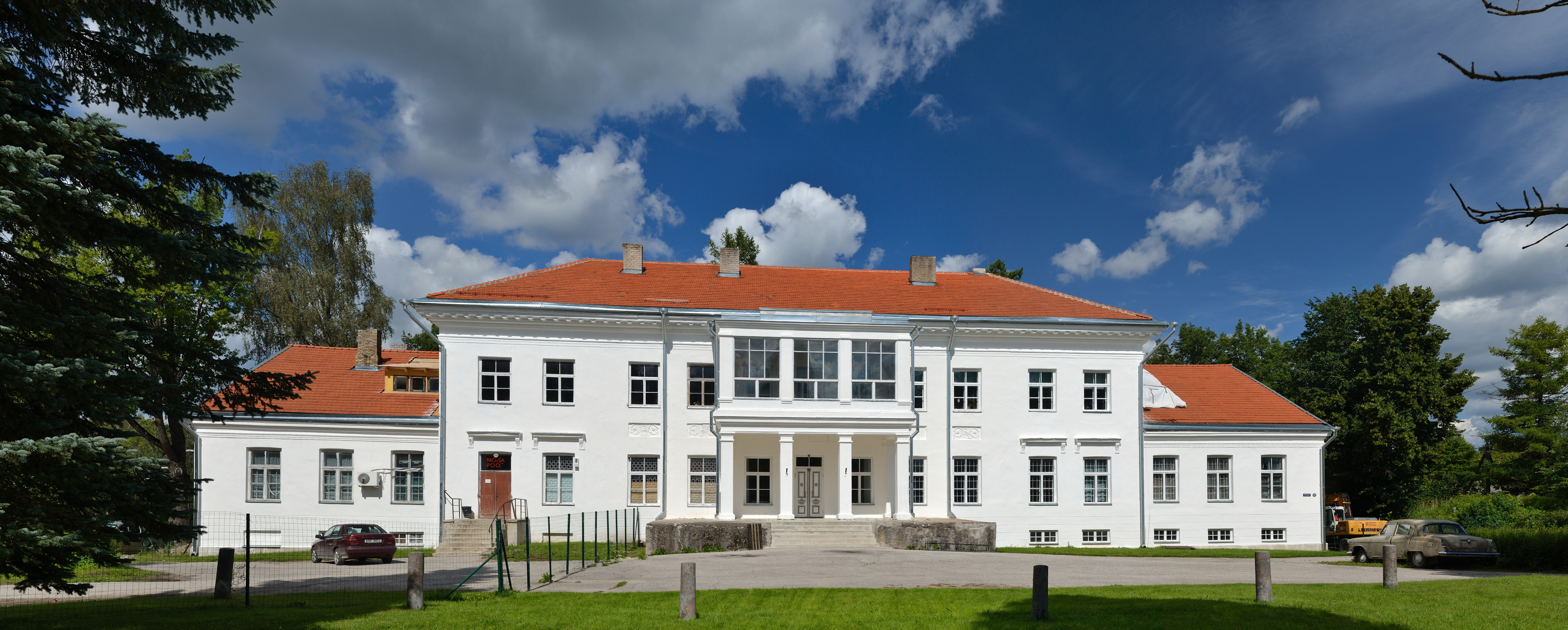
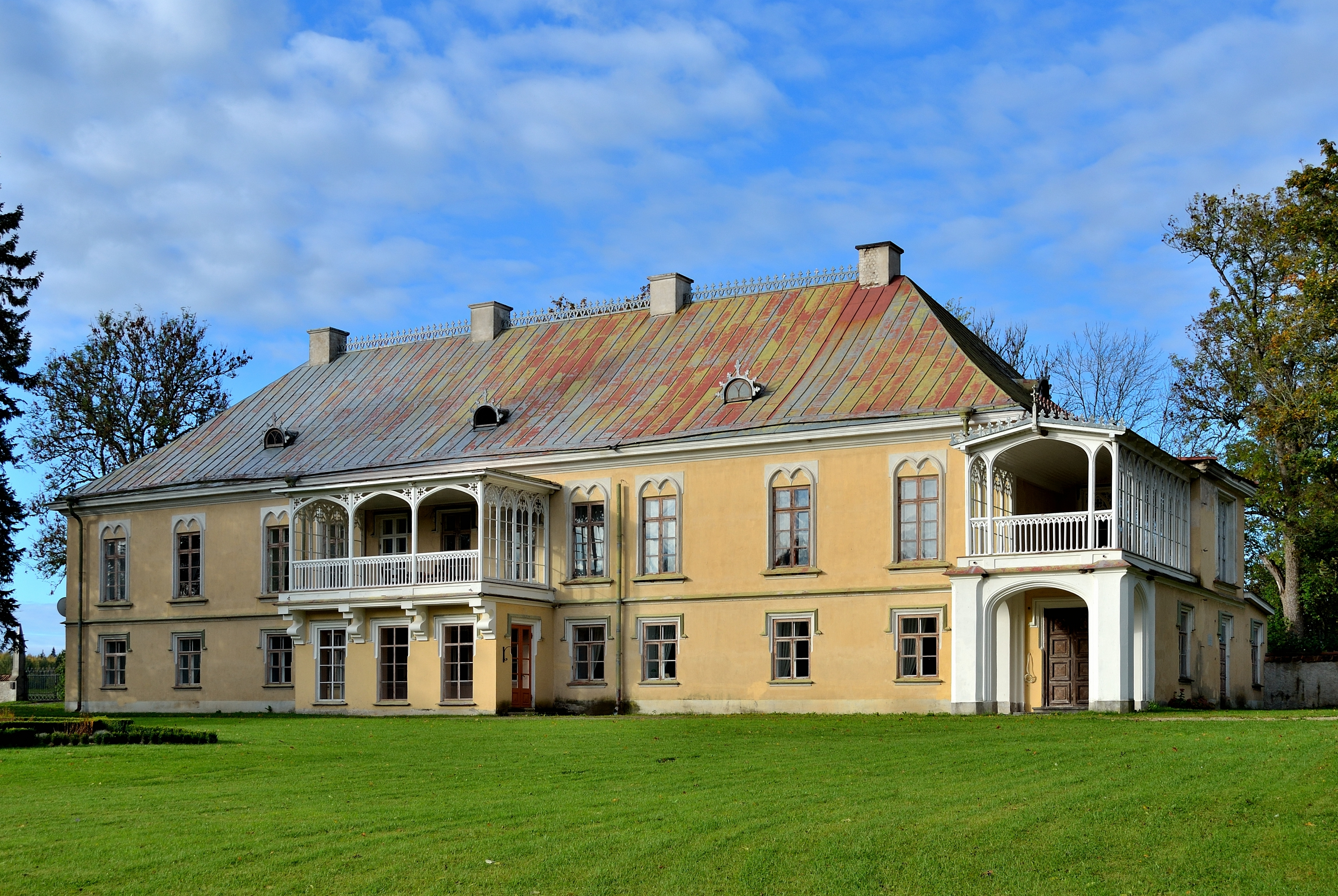